# Fjällgröe
Fjällgröe (Poa alpina) är ganska ovanligt eftersom bland Nordens gräs är det jämförelsevis mycket få som mest eller uteslutande är fjällväxter. Några sådana finnas inom släktet gröen (Poa), och av dem är fjällgröet ett av de allmännaste i alla fjälltrakter. 
Det utmärks av sin korta och täta vippa, de fåtaliga vippgrenarna, de breda småaxen, de breda och tunna tom- och blomfjällen och dessas starkt violettbruna färg. Liksom hos ängsgröe (Poa pratensis) är det översta stråbladets skiva kort, bred, i spetsen kapuschonglikt hopviken; hos fjällgröe är även skottbladen korta och breda, och skottens baser hårt sammanbuntade medels vissnade, grågula slidor. 
Fjällgröet förekommer i Sverige även i några få trakter på låglandet; så till exempel vid Stockholm, på Öland och Gotland. 